# Madhan
Madhan (o Kiari) fou un estat tributari protegit del grup d'estats de les muntanyes de Simla, sota administració del Panjab. la població era d'uns 3.704 habitants el 1901 i la superfície aproximadament de 34 km². Els ingressos s'estimaven vers 1880 en 160 lliures. El tribut de 25 lliures era pagat a Keonthal. El 1901 era sobirà thakur Randhir Chand, menor d'edat i l'estat estava administrat per un consell amb plens poders excepte per sentències de mort que necessitaven confirmació del superintendent dels estats de les muntanyes Simla.
L'estat fou declarat feudatari de Keonthal per sanad del setembre de 1815. El títol del sobirà era thakur.